# Tony Shalhoub
Anthony Marcus "Tony" Shalhoub (Green Bay, Wisconsin, 9 de outubro de 1953) é um ator norte-americano de origem libanesa. Participou tanto em filmes como em séries, destacando-se o seu trabalho na série Monk.

## Biografia
Descendente de refugiados libaneses nos EUA, Tony Shalhoub logo tomou contacto com o teatro, aos seis anos de idade, por influência de uma irmã sua, que o coloca como figurante numa peça de teatro de escola. É nesta área que obtém formação profissional, tendo obtido graduação na prestigiosa Yale School of Drama.
Passa os anos seguintes em Companhias de Teatro, entre as quais o American Repertory Theatre, antes da sua mudança para a mítica Broadway em Nova Iorque, onde após um início complicado actua regularmente em peças sendo inclusivamente nomeado para um Prêmio Tony em 1992 pela sua interpretação na peça Conversations With My Father. Com o crescente número de papéis em cinema e televisão, as presenças de Shalhoub em palco têm diminuído, mas sempre que possível, o actor faz questão de regressar ao seu "primeiro amor" artístico - o teatro.
Depois de uma década de 80 quase exclusivamente dedicada ao teatro, Shalhoub chega a Los Angeles onde faz a sua primeira audição para o papel de um taxista na série Wings, spin-off de Cheers. Consegue o papel, inicialmente recorrente. Devido à sua crescente popularidade é promovido a membro fixo do elenco, posição que ocupa até 1997, data do final da série. Em 1999 regressa de novo à televisão, agora no papel principal em Stark Raving Mad, mas a série é cancelada no fim da sua primeira temporada. Em 2001, a ABC preparava-se para produzir um piloto para televisão, desejando Michael Richards ("Kramer" em Seinfeld) no papel principal. Depois do desinteresse deste em dar continuidade ao projecto, a ABC desistiu da ideia do episódio piloto, passando a sua produção ao canal de cabo USA Network. Para o papel principal da série de um detective de grande inteligência e cultura, portador de Transtorno Obsessivo-Compulsivo foram considerados John Ritter, Henry Winkler, Dave Foley, Alfred Molina, Stanley Tucci e Shalhoub. No processo de selecção os últimos três foram os finalistas e por motivos de incompatibilidade dos dois primeiros o papel acabou ir para Shalhoub. A série rapidamente se tornou um sucesso, sendo das séries mais vistas dos vários canais de cabo norte-americanos, valendo ao actor em 2003 uma nomeação para um Globo de Ouro. Viria a ganhar o prêmio derrotando a concorrência composta por Larry David, Eric McCormack, Bernie Mac e Matt LeBlanc. Ainda nesse ano viria a ser nomeado para um prêmio do Screen Actors Guild (Sindicato de Actores Norte-Americanos) e venceria o seu primeiro prêmio Emmy. Nos anos seguintes, a série Monk cresceu em popularidade (tal como Shalhoub) e audiências, sendo regularmente nomeado para os principais prémios de televisão norte-americana. Shalhoub associa o seu nome à série, não só dando interpretando a personagem principal, mas também como produtor executivo (produtor na primeira temporada).
A sua estreia em Cinema dá-se em 1990 no filme Longtime Companion. Em 1991 interpreta o mal humorado produtor de Hollywood dos anos 40 Ben Geisler em Barton Fink, dos irmãos Ethan e Joel Coen. Com o trabalho regular em séries de televisão, as presenças de Shalhoub no grande ecrã são reduzidas, mas há a salientar as presenças em O Homem que Não Estava Lá, onde trabalha de novo com os irmãos Coen, Big Night, Primary Colors e os sucessos de bilheteira Men in Black e Spy Kids (sequelas incluídas). Apesar de conhecido pelos papéis secundários em filmes, ocasionalmente interpreta o papel principal: Big Night (em conjunto com Stanley Tucci), Paulie e 13 Fantasmas. O seu último trabalho em Cinema foi no filme de animação vencedor de um Globo de Ouro Carros, dando a voz a Luigi.
Desde há alguns anos, Shalhoub tem sido um impulsionador do cinema Árabe-Americano, tendo criado um concurso para jovens cineastas árabes. O vencedor vê o seu trabalho publicado, contando com o apoio na produção dos dois finalistas do concurso.
Shalhoub, um democrata tem também tem mostrado apoio vocal e econômico a possíveis candidatos à presidência dos EUA, tendo inclusivamente apoiado Howard Dean na presidenciais de 2004. Shalhoub é um crítico da Administração de George W. Bush.
Tony é casado com a colega de profissão Brooke Adams (nascida em 1949) desde 1992. Os dois conheceram-se em finais dos anos 80 no Teatro, tendo participado juntos em algumas peças. Previamente, Tony teve uma curta relação com a actriz Jane Kaczmarek nos tempos de Faculdade. Do seu casamento com Brooke Adams, Tony tem duas filhas, Josie, adoptada primeiro por Brooke e depois por Tony quando se casaram e Sophie.

## Trabalhos
Filmes
- 2015 -  the blacklist
- 2013 - Pain & Gain
- 2012 - Hemingway & Gellhorn
- 2011 - Carros 2
- 2010 - How Do You Know
- 2007 - 1408
- 2006 - Cars
- 2005 - The Great New Wonderful
- 2004 - The Last Shot
- 2004 - Against the Ropes
- 2003 - Spy Kids 3-D: Game Over
- 2002 - Spy Kids 2: Island of Lost Dreams
- 2002 - Men in Black II
- 2002 - Life or Something Like It
- 2002 - Made-Up
- 2002 - Impostor
- 2001 - Thir13en Ghosts
- 2001 - The Man Who Wasn't There
- 2001 - Spy Kids
- 1999 - Galaxy Quest
- 1999 - The Tic Code
- 1998 - A Civil Action
- 1998 - The Siege
- 1998 - The Impostors
- 1998 - Paulie
- 1998 - Primary Colors
- 1997 - A Life Less Ordinary
- 1997 - Gattaca
- 1997 - Men in Black
- 1996 - Big Night
- 1994 - I.Q.
- 1993 - Addams Family Values
- 1993 - Searching for Bobby Fischer
- 1992 - Honeymoon in Vegas
- 1991 - Barton Fink
- 1990 - Quick Change
- 1990 - Longtime Companion

Séries
- 2002/2009 - Monk
- 1999/2000 - Stark Raving Mad
- 2000 - MADtv
- 1999 - Ally McBeal
- 1991/1997 - Wings
- 1996 - Frasier
- 1995 - Arquivo X

## Prémios e indicações
- 1997: Indicado ao Independent Spirit Award de Melhor Papel Principal Masculino em Big Night
- 2003: Prémio Golden Globe Award para Melhor Ator (série cómica ou musical) em televisão em Monk
- 2003 & 2005 & 2006: Prémio Emmy de Melhor Performance de um Actor Principal numa Série de Comédia em Monk
- 2003 & 2007 & 2008: Indicado ao Prémio do Sindicato de Actores Norte-Americanos de Melhor Performance de um Actor numa Série de Comédia em Monk
- 2004 & 2007: Indicado ao Prémio Emmy de Melhor Performance de um Actor Principal numa Série de Comédia em Monk
- 2004 & 2005: Prémio do Sindicato de Actores Norte-Americanos de Melhor Performance de um Actor numa Série de Comédia em Monk
- 2004 & 2005 & 2007: Indicado ao Golden Globe Award para Melhor Ator (série cómica ou musical) em televisão em Monk
- 2018: Prêmio [Tony] melhor ator de musical.